# The English Riviera
| Recensione | Giudizio |
| ---------- | -------- |
| AllMusic   |          |

The English Riviera è il terzo album discografico in studio del gruppo musicale inglese di musica elettronica dei Metronomy, pubblicato nel 2011.

## Il disco
Il disco, etichettato Because Music, è il primo dopo il cambio di formazione che ha visto lasciare Gabriel Stebbing e che invece ha visto inseriti Gbenga Adelekan (basso) e Anna Prior (batteria). Stebbing è comunque accreditato come bassista.
L'album è stato registrato in parte a Londra e in parte a Parigi.
Il disco ha ricevuto la nomination al Premio Mercury del 2011.
Ne sono stati estratti quattro singoli, pubblicati in quello stesso anno: She Wants (gennaio), The Look (marzo), The Bay (giugno) e Everything Goes My Way (ottobre).
Riguardo alle vendite, il disco ha raggiunto la posizione #28 della Official Albums Chart.

## Tracce
Testi e musiche di Joseph Mount.
1. The English Riviera – 0:37
2. We Broke Free – 4:05
3. Everything Goes My Way – 3:30
4. The Look – 4:37
5. She Wants – 3:51
6. Trouble – 4:46
7. The Bay – 4:50
8. Loving Arm – 3:31
9. Corinne – 3:16
10. Some Written – 6:03
11. Love Underlined – 5:58

## Formazione
- Joseph Mount
- Oscar Cash
- Gbenga Adelekan
- Anna Prior